# The Empire
The Empire – jedenasty album studyjny polskiego zespołu deathmetalowego Vader. Wydawnictwo ukazało się 4 listopada 2016 roku nakładem wytwórni muzycznej Nuclear Blast. Premierę płyty poprzedził minialbum pt. Iron Times, który ukazał się 12 sierpnia, także 2016 roku.
Album został zarejestrowany na przełomie maja i czerwca 2016 roku w białostockim Hertz Studio we współpracy Wojciechem i Sławomirem Wiesławskmi. Okładkę płyty wykonał Joe Petagno, który współpracował z zespołem w latach poprzednich (Tibi et Igni, 2014). W ramach promocji do pochodzących z płyty utworów „Angels Of Steel” i „Prayer To The God Of War” zostały zrealizowane tzw. lyric videos.

## Lista utworów
Opracowano na podstawie materiału źródłowego.
| Nr  | Tytuł utworu               | Słowa           | Muzyka          | Długość |
| --- | -------------------------- | --------------- | --------------- | ------- |
| 1.  | „Angels Of Steel”          | Piotr Wiwczarek | Piotr Wiwczarek | 2:17    |
| 2.  | „Tempest”                  | Harry Maat      | Marek Pająk     | 2:41    |
| 3.  | „Prayer To The God Of War” | Piotr Wiwczarek | Piotr Wiwczarek | 2:47    |
| 4.  | „Iron Reign”               | Piotr Wiwczarek | Piotr Wiwczarek | 4:38    |
| 5.  | „No Gravity”               | Piotr Wiwczarek | Piotr Wiwczarek | 4:09    |
| 6.  | „Genocidius”               | Piotr Wiwczarek | Piotr Wiwczarek | 3:00    |
| 7.  | „The Army-Geddon”          | Piotr Wiwczarek | Marek Pająk     | 4:10    |
| 8.  | „Feel My Pain”             | Piotr Wiwczarek | Piotr Wiwczarek | 3:24    |
| 9.  | „Parabellum”               | Piotr Wiwczarek | Piotr Wiwczarek | 2:28    |
| 10. | „Send Me Back To Hell”     | Piotr Wiwczarek | Piotr Wiwczarek | 3:33    |
|     |                            |                 |                 | 33:07   |

## Twórcy
Opracowano na podstawie materiału źródłowego.
| Zespół Vader w składzie - Piotr "Peter" Wiwczarek – wokal, gitara rytmiczna, gitara prowadząca - Marek "Spider" Pająk – gitara rytmiczna, gitara prowadząca - Tomasz "Hal" Halicki – gitara basowa, oprawa graficzna - James Stewart – perkusja |  | Produkcja - Wojciech i Sławomir Wiesławscy – produkcja, inżynieria, miksowanie, mastering - Joe Petagno – okładka - Natts Shoother – zdjęcia |

## Listy sprzedaży
| Lista                        | Kraj              | Pozycja |
| ---------------------------- | ----------------- | ------- |
| OLiS                         | Polska            | 29      |
| Billboard Heatseekers Albums | Stany Zjednoczone | 17      |
| Billboard Hard Rock Albums   | Stany Zjednoczone | 21      |
| Oricon                       | Japonia           | 252     |
| Ultratop                     | Belgia (Flandria) | 189     |